# 路易吉·法尔奇
路易吉·法尔奇（義大利語：Luigi Farci，1939年3月20日—），意大利男子曲棍球运动员。他曾代表意大利国家队参加1960年夏季奥林匹克运动会曲棍球比赛，获得第十三名。